# Poa litorosa
Espèce
Poa litorosa est une espèce de plantes monocotylédones de la famille des Poaceae, sous-famille des Pooideae, originaire des îles sub-antarctiques d'Australie et de Nouvelle-Zélande.
Ce sont des plantes herbacées, vivaces, rhizomateuses, aux rhizomes allongés, aux gaines coriaces à la base et aux tiges (chaumes) raides pouvant atteindre 180 cm de haut.
L'inflorescence est une panicule contractée.
Cette espèce se caractérise par un niveau de ploïdie très élevé (38x) avec un nombre de chromosomes 2n = 38x = 263 à 266 et une valeur C de 32 à 56 pg (2C).
C'est chez les Poaceae, l'espèce qui a le plus grand nombre de chromosomes.